# Ali Sabieh (regio)
Ali Sabieh (Arabisch: ‘Alī Sābiḩà) is een van de vijf regio's van Djibouti en ligt in het zuidoosten van dat land. De regionale hoofdstad heet eveneens Ali Sabieh.

## Grenzen
De regio Ali Sabieh grenst aan twee buurlanden van Djibouti:
- De regio Awdal van Somalië in het zuidoosten.
- De regio Somali van Ethiopië in het zuidwesten.

Binnenlandse grenzen heeft Ali Sabieh met de twee regio's:
- Dikhil in het westen.
- Arta in het noordwesten en het noorden.

Djibouti (stad) ·
Ali Sabieh ·
Arta ·
Dikhil ·
Obock ·
Tadjourah